# Chef-Boutonne
Chef-Boutonne è un comune francese di 2 290 abitanti situato nel dipartimento delle Deux-Sèvres nella regione della Nuova Aquitania.

## Società

### Evoluzione demografica
Abitanti censiti